# Бранд, Эрна (искусствовед)
Агнес Эрна Бранд (нем. Agnes Erna Brand; 1 декабря 1899, Дрезден — 2 января 1988, Дрезден) — немецкий искусствовед.
Дочь учителя. Окончила Дрезденскую учительскую семинарию (1920), затем изучала немецкую филологию, историю искусств и философию в Дрездене, Ростоке, Вене и Лейпциге, получив в 1926 году диплом Лейпцигского университета. Отправившись вслед за своим научным руководителем Фридрихом Нойманом в Гёттингенский университет, в 1928 г. получила там докторскую степень, защитив диссертацию «Опыт о Тристане. По поводу внутреннего развития средневековых поэтических произведений о Тристане» (нем. Tristan-Studien. Zur Art und inneren Entwicklung der mittelalterlichen Tristandichtung), вышедшую в следующем году отдельным изданием.
Вернувшись в Дрезден, в 1928—1939 гг. преподавала в гимназии, в годы Второй мировой войны работала в детском саду, затем снова в школе.
С 1953 г. научный сотрудник Государственных художественных собраний Дрездена. Работала в Галерее старых мастеров, с 1956 г. заведовала отделом немецкой живописи XV—XVIII веков. Занималась организацией выставок галереи в Москве, Ленинграде, Будапеште, Мюнхене и Веймаре. Подготовила каталог дрезденской выставки Антона Граффа (1964), опубликовала ряд статей об Альбрехте Дюрере.